# Talochlamys dichroa
Talochlamys dichroa är en musselart som först beskrevs av Suter 1909.  Talochlamys dichroa ingår i släktet Talochlamys och familjen kammusslor. Inga underarter finns listade i Catalogue of Life.